# Carl Gustaf Skytte

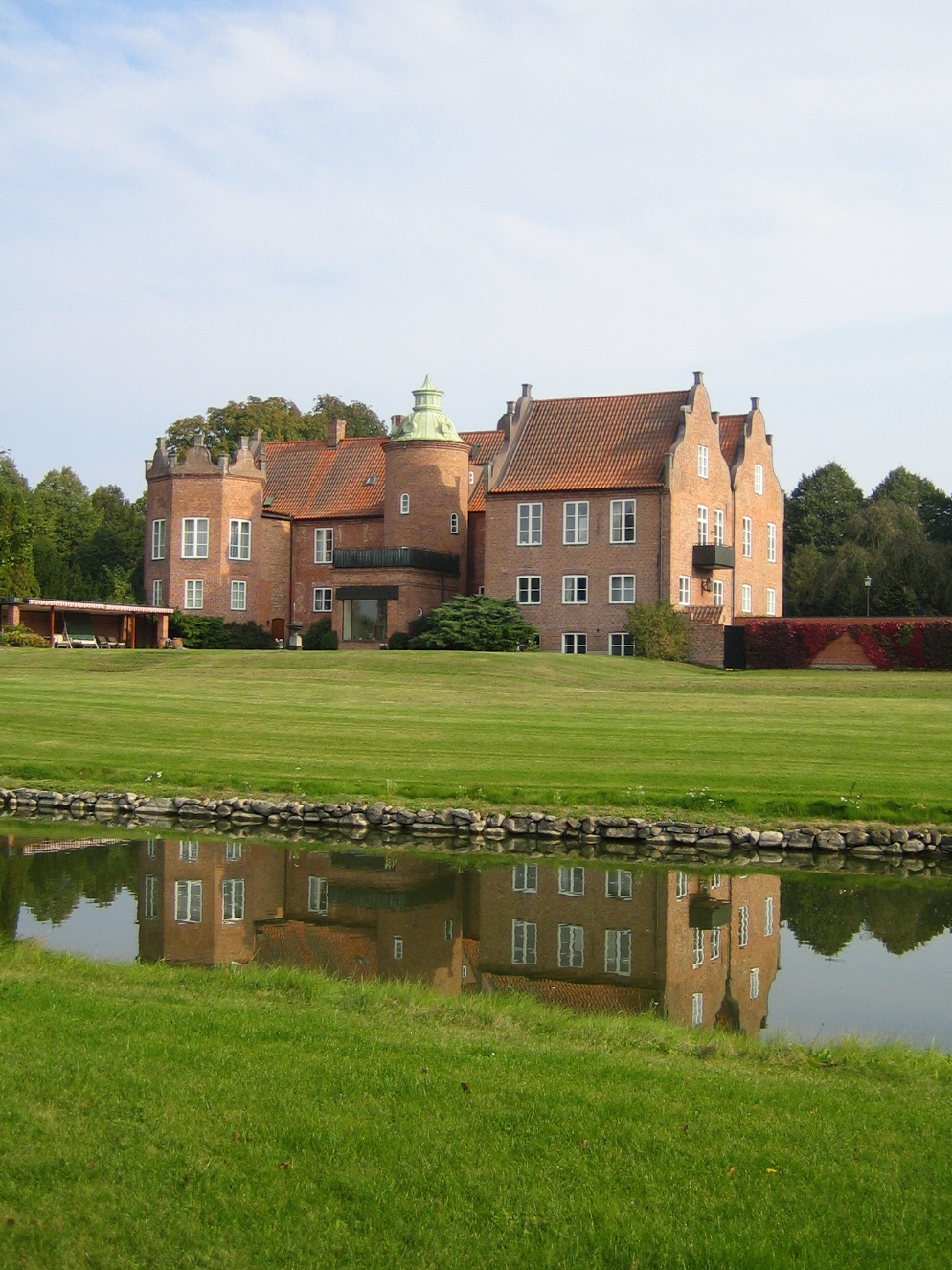
Råbelövs slott var Carl Gustaf Skyttes egendom från 1684 och fram till hans död 1717. Slottet övertogs av hans kusins son, Carl Henrik Skytte, som sålde det 1732.

Den här sidan handlar om generalen född 1647. För generalmajoren senare under 1700-talet se Carl Gustaf Skytte (1725–1799).
Carl Gustaf Skytte, född 12 december 1647 i Hovmantorps socken, död 11 juni 1717 i Malmö, var en svensk friherre och militär under Stora nordiska kriget, och sedermera general.

## Biografi
Carl Gustaf Skytte var son till överste Bertil Nilsson Skytte, av samma släkt som Skytte af Sätra, och Catharina Eva Mörner. Han blev 1660 fänrik och 1668 löjtnant vid Kronobergs regemente, erhöll 1672 tillstånd att resa utomlands och blev samma år kapten vid Conrad Christoph von Königsmarcks regemente i holländsk tjänst och deltog bland annat i staden Groningens försvar mot furstbiskopen av Münster. 1673 avancerade han till major vid överste Broddes regemente och deltog även i de följande årens fälttåg, men återvände till Sverige i samband med krigsutbrottet 1675. Här tjänstgjorde han först som generaladjutant åt Karl XI vid armén mot Norge men blev 1676 överstelöjtnant vid Kronobergs regemente och deltog fram till 1679 i striderna i Skåne. År 1677 blev han överste för ett värvat regemente dragoner och utnämndes 1679 till kommendant i Kristianstad. År 1680 deltog han i Johan Göransson Gyllenstiernas ambassad till Köpenhamn. År 1681 blev han i stället kommendant i Landskrona. Då hans regemente 1682 slogs samman med Livregementet till fot blev han dock tjänstlös fram till 1697. Det är okänt vad detta berodde på, själv angav sig Skytte ha motarbetats av Rutger von Ascheberg. År 1697 utnämndes Skytte till kommendant i Dorpat och överste för ett värvat livländskt infanteriregemente. Under sin tid som kommendant arbetade han ivrigt på att förbättra befästningarna runt staden. Efter att 1703 ha besegrat en överlägsen rysk styrka, blev han dock 1704 innesluten och måste kapitulera sedan staden stormats av ryska trupper natten mellan 12 och 13 juli 1704. Trots löfte om fritt avtåg kvarhölls han länge av ryssarna. Skytte utnämndes 1706 till generalmajor av infanteriet, och fortsatte att delta i försvaret av Baltikum. År 1708 låg han i Kurland med ett värvat regemente, med vilket han 1709 sändes till Litauen. År 1709 utsågs han till viceguvernör i Riga. Efter att ha befordrats till viceguvernör i Skåne reste han i augusti 1709 över dit, och ledde där försvaret av Malmö mot de danska trupperna. 1710 blev han generallöjtnant, avgick 1711 som viceguvernör och fick samma år uppdrag att skrev ut ett regemente, Östra skånska regementet, vars chef han blev 1712. Skytte upphöjdes 1715 till friherrligt stånd, och deltog samma år i delegationen som uppvaktade Karl XII vid dennes ankomst till Ystad. 1716 utnämndes han till guvernör i Skåne och general av infanteriet. Han förordnades 1717 att delta i den skånska indelningskommissionen men insjuknade i kallbrand och avled kort därefter.
Skyttes berättelse om Dorpats belägring 1704 tryckes i Karolinska krigares dagböcker 1916.
Carl Gustaf var svärson till Ebbe Ulfeldt vars dödsbo, Råbelövs slott och Odersberga gård, han övertog genom lösen år 1684.